# Palladium Books
Palladium Books Inc. ist einer der ältesten noch bestehenden US-amerikanischen Rollenspielverlage und hat seinen Sitz in Westland, Michigan.

## Geschichte
1981 gründeten Kevin Siembieda und Erick Wujcik den Verlag und brachten ihr erstes Science-Fiction-Rollenspiel Mechanoid Invasion heraus. Es folgten Heroes Unlimited (Superhelden), Teenage Mutant Ninja Turtles und viele weitere Rollenspiele. Der größte Erfolg ist die 1990 begonnene Rollenspiel-Serie Rifts, eine Mischung aus Science-Fiction- und Fantasy-Rollenspiel, die 300 Jahre nach einer durch einen Weltkrieg ausgelösten Apokalypse spielt, die zur Rückkehr von Magie, Atlantis und Invasionen durch übernatürliche Monster geführt hat.
Verschiedene Versuche, das Produktportfolio zu erweitern, scheiterten:
- Eine Romanserie zu Rifts fand beim Publikum keinen großen Anklang.
- Ein Experiment mit einem Sammelkartenspiel scheiterte und das Partnerunternehmen musste Insolvenz anmelden.
- Für das Nokia N-Gage wurde ein Konsolenspiel von Rifts entwickelt, das aber aufgrund der schlechten Verkaufszahlen des N-Gage wenig Käufer fand.
- Ein Filmprojekt Rifts mit Jerry Bruckheimer ist schon seit mehreren Jahren in der (Vor-)Planungsphase.

Das Unternehmen befand sich 2006 aufgrund einer großen internen Unterschlagung, der oben genannten Misserfolge und der allgemeinen Flaute im Rollenspiel-Geschäft in ernsten finanziellen Schwierigkeiten.

## Spielsystem
Alle Spielebücher basieren auf einem gemeinsamen, ähnlichen System. Das besondere an allen herausgebrachten Rollenspielen ist die prinzipielle Kompatibilität untereinander. Mit einigen kleinen Anpassungen kann man alle Produkte (egal ob SF, Horror oder Fantasy) miteinander kombinieren, da alle das gleiche interne Grundsystem verwenden. Palladium Books prägte dafür den Ausdruck Megaverse (als Steigerung von Universe, engl. für Universum).
Zu den meisten Produktlinien gibt es außer dem Hauptbuch noch zusätzliche Erweiterungsbücher.
Alle Produkte erscheinen nur auf Englisch, haben aber auch im deutschsprachigen Raum eine große Fangemeinde.

## Produkte
(Serien sortiert nach ihrem ersten Erscheinen)
- 1981: Palladium Books of Weapons ist eine enzyklopädische Reihe über historische Waffen und Kriegsausrüstung beliebige Rollenspiele.
- 1981: The Mechanoid Invasion ist ein Science-Fiction-Rollenspiel. Menschliche Kolonisten kämpfen gegen eine Rasse kybernetischer Organismen mit Psi-Kräften, die jegliches humanoides Leben auslöschen wollen.
- 1982: Recon, ursprünglich ein reines Vietnam-Rollenspiel, wurde später zu einem modernen Söldner-Rollenspiel erweitert, das in Afrika, Asien und Südamerika spielt.
- 1983: Valley of the Pharaohs ist ein historisches Rollenspiel im alten Ägypten. Diese Reihe ist schon seit langem eingestellt.
- 1983: Palladium Fantasy Role-Playing Game ist ein Fantasy-Rollenspiel, dessen Namen sich direkt vom Firmennamen ableitet. Es erschien ursprünglich unter dem Titel Palladium Role-Playing Game
- 1984: Heroes Unlimited ist ein Superhelden-Rollenspiel.
- 1985: Teenage Mutant Ninja Turtles & Other Strangeness basierte auf der gleichnamigen Comic-Serie. Da die Verkäufe zurückgingen, wurde die Lizenz dafür nicht erneuert.
- 1986: After The Bomb, ein post-apokalyptisches Rollenspiel, das auf Teenage Mutant Ninja Turtles aufbaut. Hauptthema ist der Überlebenskampf mutierter, intelligenter Tiere, oft gegen die übrig gebliebenen menschlichen Nationen, die faschistoide Züge entwickelt haben.
- 1986: Robotech, basierend auf der gleichnamigen Anime-Serie und handelte in einer von Kampfrobotern geprägten Zukunft. Die Lizenz dafür war ausgelaufen, wurde aber wieder erworben und die Reihe fortgesetzt.
- 1988: Beyond the Supernatural, ein modernes Horror-Rollenspiel, das sich an Call of Cthulhu anlehnt und 2005, komplett überarbeitet, neu aufgelegt wurde.
- 1988: Ninjas and Superspies ist eine Mischung aus Spionage- und Martial-Arts-Rollenspiel mit Hightech-Elementen.
- 1990: Rifts ist eine Mischung aus Science-Fiction- und Fantasy-Rollenspiel und spielt 300 Jahre nach einer durch einen Weltkrieg ausgelösten Apokalypse, die zur Rückkehr von Magie, Atlantis und Invasionen durch übernatürliche Monster geführt hat.
- 1993: Macross II, basierte auf der gleichnamigen Anime-Serie, die als Vorlage für die Serie Robotech diente. Da die Lizenz dafür erloschen ist, wird diese Reihe nicht mehr fortgesetzt.
- 1995: Nightbane ist ein modernes Horror-Rollenspiel, in dem das Übernatürliche eine wesentlich offenere Rolle spielt als in Beyond the Supernatural. Monster aus einer dunklen Parallelwelt versuchen, die Weltherrschaft zu übernehmen, indem sie die verschiedenen Regierungen durch Doppelgänger ersetzen. Das Spiel hieß ursprünglich Nightspawn, musste aber nach einem Rechtsstreit mit Todd McFarlane wegen seines Comics Spawn umbenannt werden.
- 1999: Systems Failure ist ein post-apokalyptisches Rollenspiel, in dem außerirdische, käferähnliche Energiewesen (engl.: Bugs) nach dem Jahr-2000-Problem (engl.: Millennium-Bug) die Macht übernehmen.
- 2003: Chaos Earth spielt unmittelbar nach einem Dritten Weltkrieg, der eine magische Apokalypse auslöst und ist der zeitliche Vorgänger von Rifts.
- 2004: Splicers ist ein Science-Fiction-Rollenspiel, in dem auf einem von Menschen besiedelten Planeten diese mit organischer Technologie gegen eine Roboterbedrohung (ähnlich wie in den Terminator-Filmen) um ihr Überleben kämpfen müssen.
- 2008: Dead Reign ist ein Horror-Rollenspiel, in dem ein Großteil der Menschheit in Zombies verwandelt wurde. Die Überlebenden müssen nach dem totalen Zusammenbruch aller Strukturen um das Überleben und gegen die Zombies kämpfen.
- Der Rifter erschien von 1998 bis 2019 viermal jährlich und beinhaltete Ergänzungen zu den oben genannten Rollenspielen, Spieletipps, Abenteuer usw. Die Beiträge stammten meist von Fans, die ihre eigenen Ideen einbringen konnten.

### Video
Palladium veröffentlichte auch Videokassetten mit Episoden von Robotech/Macross.